# سوسة التنوب

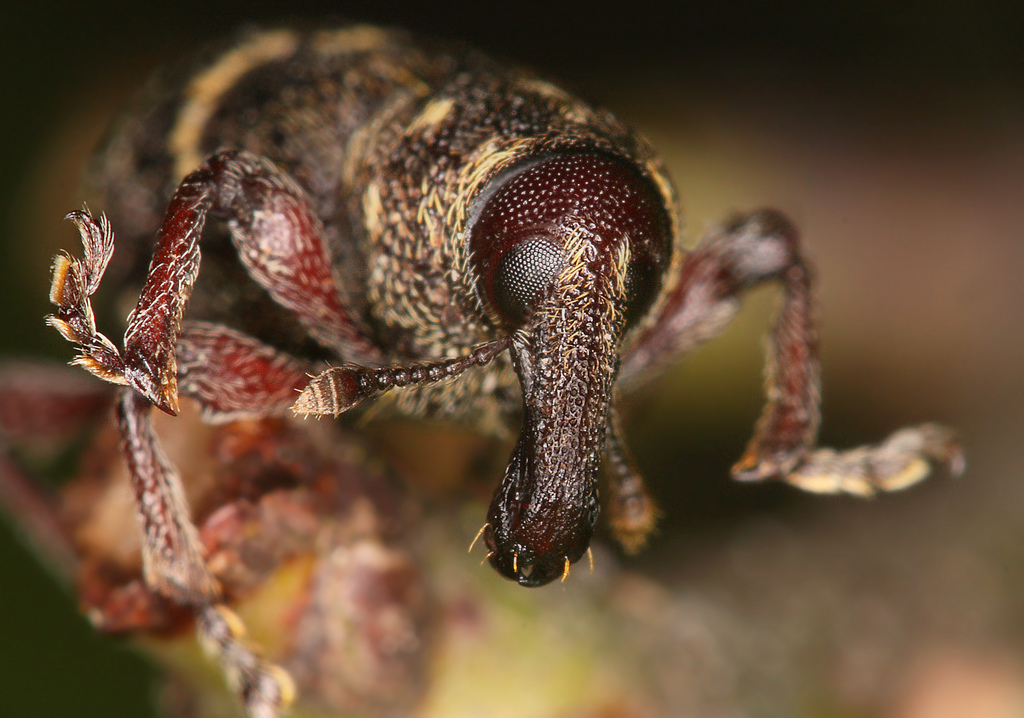

سوسة التنوب هي خنفساء تنتمي إلى فصيلة سوسية حقيقية. يعد هذا النوع أهم الآفات لمعظم أشجار المخروطيات ذات الأهمية التجارية في المزارع الأوربية. الشتلات المزروعة أو الناشئة عن التجدد الطبيعي (تساقط البذور النابتة) بعد عمليات القطع الصافية معرضة للخطر بشكل خاص. يتسبب السوس البالغ في تلفه عن طريق أكل لحاء الشتلات حول "طوق" الساق ، وبذلك قَشر لحاء شتلة الشجرة ما يؤدي عادةً إلى زوالها.